# Дубна (городской округ Коломна)
Дубна́ — деревня в городском округе Коломна Московской области. До 2017 года относилась к Проводниковскому сельскому поселению Коломенского района. Население — 30 чел. (2021).

## География
Расположена в восточной части района, в 17 км к западу от Коломны.
В 4,5 км к западу от деревни платформа Мякинино Большого кольца Московской железной дороги.

## Население
| 2002 | 2006 | 2010 | 2021 |
| ---- | ---- | ---- | ---- |
| 0    | →0   | →0   | ↗30  |